# 碳金屬化反應
碳金屬化反應（英語：carbometalation）是任何過程中發生以下事件的反應：一個碳-金屬鍵與一個碳-碳π鍵反應，並產生一個新的碳-碳σ鍵與一個碳-金屬σ鍵。 生成的碳金屬鍵可以進行進一步的碳金屬化反應（低聚或聚合，請參見齐格勒-纳塔催化剂聚合），也可以使其與各種亲电体試劑反應，包括鹵化試劑、羰基化合物、氧和無機鹽，從而生成不同的有機金屬試劑。碳金屬化反應可以在炔烴和烯烴上被進行，以分別形成具有高幾何純度或對映選擇性的產物。

## 碳鋁化
碳鋁化反應最通常被二氯二茂锆（或相關催化劑）催化。某些碳鋁化是被用二氯二茂钛複合物進行的 。該反應有時稱為烯烴的Zr催化不對稱碳鋁化（ZACA）或炔烴的Zr催化甲基鋁化（ZMA） 。
用於該轉化的最常見的三烷基鋁試劑是三甲基鋁，三乙基鋁，有時還有三異丁基鋁。當使用具有β-氫化物的三烷基鋁試劑時，消除反應和氫鋁反應成為競爭過程。

## 碳鋰化
碳鋰化是在碳-碳pi鍵上添加有機鋰試劑。用於該轉化的有機鋰試劑可以是商用的（例如正丁基鋰），也可以通過去質子化或鹵化鋰交換生成。碳鋰化的分子間的和分子內的例子都存在，可被用於合成以產生復雜性。

## 碳鎂化和碳鋅化
由於格氏試劑（有機鎂試劑）和有機鋅試劑的降低的親核性，因此通常僅在活化或應變的烯烴和炔烴上觀察到非催化的碳鎂化和碳鋅化反應。

## 碳鈀化
碳鈀化可以是一个描述由鈀催化劑催化的反應的基本步驟（沟吕木－赫克反应），并且也可以指與鈀催化劑的碳金屬化反應（烯烴雙官能化 ，加氫官能化） 或還原性)）